# BWF Future Series 2009
Die BWF Future Series 2009 war die dritte Auflage der BWF Future Series im Badminton.

## Turniere und Sieger
| Veranstaltung | Herreneinzel           | Dameneinzel      | Herrendoppel                             | Damendoppel                           | Mixed                                      |
| ------------- | ---------------------- | ---------------- | ---------------------------------------- | ------------------------------------- | ------------------------------------------ |
| Kuba          | Ari Trisnanto          | Solángel Guzmán  | Rizki Yanu Kresnayandi Albert Saputra    | Solángel Guzmán Lisandra Suárez       | Alexander Hernández María L. Hernández     |
| Victoria      | Markus Fernaldi Gideon | Renuga Veeran    | Ben Walklate Glenn Warfe                 | Erin Carroll Renuga Veeran            | Raj Veeran Renuga Veeran                   |
| Nouméa        | Joe Wu                 | Deyanira Angulo  | Oliver Leydon-Davis Henry Tam            | Danielle Barry Donna Haliday          | Henry Tam Donna Haliday                    |
| Kolumbien     | Daniel Paiola          | Katherine Winder | David Neumann Mathew Fogarty             | nicht ausgetragen                     | Mario Cuba Katherine Winder                |
| Brasilien     | Andrés Corpancho       | Cristina Aicardi | Antonio de Vinatea Martín del Valle      | Cristina Aicardi Alejandra Monteverde | Alejandro Barriga Sandra Chirlaque         |
| Guatemala     | Kevin Cordón           | Sandra Chirlaque | Kevin Cordón Rodolfo Ramírez             | nicht ausgetragen                     | Rodolfo Ramírez Lorena Duany               |
| Slowakei      | Wisnu Haryo Putro      | Alesia Zaitsava  | Ondřej Kopřiva Tomáš Kopřiva             | Maria Lykke Andersen Karina Sørensen  | Mark Philip Winther Karina Sørensen        |
| Miami         | Hock Lai Lee           | Joycelyn Ko      | Sameera Gunatileka Vincent Nguy          | Priscilla Lun Paula Obanana           | Hock Lai Lee Priscilla Lun                 |
| Suriname      | Virgil Soeroredjo      | Daniële Melchiot | Virgil Soeroredjo Mitchel Wongsodikromo  | Daniële Melchiot Priscille Tjitrodipo | Mitchel Wongsodikromo Priscille Tjitrodipo |
| Mexiko        | Kevin Cordón           | Karyn Velez      | José Luis González Alcantar Andrés López | Victoria Montero Karyn Velez          | José Luis González Alcantar Naty Rangel    |